# Howard Skempton
Howard While Skempton (né à Chester le 31 octobre 1947) est un compositeur, pianiste, accordéoniste et professeur de musique classique britannique.
Depuis la fin des années 1960, lorsqu'il a contribué à l'organisation du Scratch Orchestra, il est associé à l'école anglaise de musique expérimentale. Le travail de Skempton se caractérise par un choix de matériaux dépouillé et uniquement essentiel, l'absence de développement formel et un fort accent sur la mélodie. Le musicologue Hermann-Christoph Müller a décrit la musique de Skempton comme « l'émancipation de la consonance ».

## Biographie
Howard Skempton, né à Chester le 31 octobre 1947, étudie à Birkenhead School et à Ealing Technical College. Il commence à composer avant 1967, mais cette année-là, il déménage à Londres et prend des cours particuliers de composition avec Cornelius Cardew. En 1968, Skempton rejoint la classe de musique expérimentale de Cardew au Morley College, où au printemps 1969 Cardew, Skempton et Michael Parsons organisent le Scratch Orchestra. Cet ensemble, ouvert à tous, est dédié à l'interprétation de musique contemporaine expérimentale par des compositeurs tels que La Monte Young, John Cage et Terry Riley, ainsi que par des membres de l'orchestre lui-même. L'une des premières œuvres de Skempton, Drum No. 1 (1969), est devenue l'une des pièces « les plus utiles et les plus satisfaisantes » du répertoire du Scratch Orchestra.
Grâce au Scratch Orchestra, Skempton rencontre de nombreux compositeurs et interprètes, dont Christopher Hobbs, John White et divers artistes de Systems, ainsi que le pianiste John Tilbury (en). Cependant, des tensions apparaissent lors de la politisation du Scratch Orchestra au début des années 1970, lorsque Cardew et un certain nombre d'autres membres importants poussent l'ensemble dans une direction maoïste. Skempton, Hobbs, Parsons, White et bien d'autres refusent d'être associés à cette ligne politique, et la dissolution de l'Orchestre s'accompagne (selon les mots de Parsons) « d'une scission entre ses factions politique et expérimentale ».
Depuis 1971, Skempton travaille comme éditeur musical, interprète (de ses propres compositions, au piano et à l'accordéon) et professeur. Il enseigne maintenant la composition au Conservatoire de Birmingham.
En 1974, Skempton et Michael Parsons forment un duo pour interpréter leurs propres œuvres. Les années 1980 voient un intérêt croissant pour la musique de Skempton, ce qui conduit à plus de commandes et lui permet de composer plus pour des formations plus importantes. Lento, une œuvre orchestrale composée à la fin de 1991, devient l'une de ses pièces les plus reconnues . Dans les années 1990, des enregistrements importants de ses œuvres commencent à apparaître, comme un disque de musique pour piano enregistré par son vieil ami et ancien collègue du Scratch Orchestra, John Tilbury, sorti sur Sony Classical en 1996 et Surface Tension, un enregistrement d'œuvres diverses sorti sur Mode Records.
Skempton est le lauréat dans la catégorie Composition de musique de chambre aux Royal Philharmonic Society Music Awards en 2005 pour son quatuor à cordes Tendrils en 2004, .

## Œuvre
Le style de Skempton se caractérise par une concentration sur la qualité du son et une économie de moyens, l'absence de développement au sens conventionnel et une concentration sur la sonorité. Beaucoup de ses pièces sont assez courtes et ne durent pas plus d'une ou deux minutes,. Bien que les méthodes de composition soient clairement expérimentales, impliquant par exemple des méthodes aléatoires, l'accent est mis sur la mélodie dans de nombreuses pièces. Certaines de ses premières oeuvres pour piano, telles que Saltaire Melody (1977) et Trace (1980), deviennent favorites auprès du public.
Les œuvres d'Erik Satie, John Cage et Morton Feldman influencent la musique de Skempton,. Ainsi, A Humming Song (1967), une première pièce pour piano composée avant que Skempton ne commence les cours avec Cardew, est une miniature avec un son statique et doux. La structure harmonique se compose de huit hauteurs disposées symétriquement, parmi lesquelles six sont sélectionnées pour être utilisées dans la pièce. Les procédures de hasard sont ensuite utilisées pour déterminer l'ordre et le nombre d'occurrences des emplacements individuels. Le pianiste est invité à soutenir certains emplacements en fredonnant. Une autre pièce ancienne, Drum No. 1 (1969), composée pour le Scratch Orchestra, consiste juste en quelques instructions écrites aux interprètes et est clairement inspirée par des œuvres réalisées de la même manière par La Monte Young, dont la musique de Cardew se propageait avec enthousiasme à la fin des années 1960. La partition de May Pole (1971), une pièce pour orchestre, consiste en une séquence d'accords déterminée par hasard. Chaque interprète sélectionne une note dans un accord et choisit le moment où jouer cette note. Plus le choix est tardif, plus la dynamique est douce. Skempton appelle plus tard de telles pièces des «paysages» qui « projettent simplement le matériau comme du son, sans élan ». Les autres premières œuvres incluent  deux morceaux pour bande, un médium Skempton rarement utilisé plus tard: Indian Summer (1969) et Drum No. 3 (1971).
Le début des années 1970 voit le compositeur passer peu à peu de pièces statiques et abstraites à des pièces aux structures rythmiques et harmoniques plus clairement définies, bien que les méthodes et les formes utilisées par Skempton restent peu orthodoxes. Par exemple, dans la série de pièces pour piano de Quavers (1973–75), la musique se compose uniquement d'accords répétés sans pause entre eux. En plus des « paysages », deux autres catégories sont apparues, surnommées « mélodies » et « chorales » par le compositeur. Les «mélodies» sont des lignes mélodiques simples avec un accompagnement simple (Saltaire Melody, pour piano (1977)) ou suspendues dans l'espace (œuvres ultérieures comme Trace pour piano (1980) et Bagatelle pour flûte (1985)). Les « chorales » sont des œuvres où le matériel est présenté principalement (ou uniquement) à l'aide d'accords. Un exemple est Postlude (1978), pour le piano, contrairement à Eirenicon 3 (1978), également pour le piano, qui est un « paysage ». Les premières «mélodies» ont apparemment été composées à l'instrument, intuitivement, tandis que les dernières évoluent à partir d'une série de hauteurs écrites.
C'est également dans les années 1970 que Skempton commence à composer des œuvres de chambre, presque toujours destinées aux deux mêmes interprètes : le duo formé par Skempton lui-même et Michael Parsons. Ces pièces comprennent un certain nombre de duos de cors, des pièces pour deux tambours et un duo pour piano et blocs de bois. Enfin, dans les années 1970, Skempton a commencé à jouer de l'accordéon et à composer pour cet instrument.
En 1980, Skempton compose Chorales, sa première œuvre majeure pour orchestre, commandée par le Merseyside Youth Orchestra. Le compositeur la décrit comme « essentiellement la même que ce que je faisais avant, mais à l'échelle orchestrale ». Bien que l'œuvre soit clairement un choral au sens où Postlude et des pièces similaires le sont, au cours des années 1980, la gamme de Skempton s'élargit considérablement, conduisant à des œuvres telles que The Durham Strike (1985), un ensemble de variations de piano plus longues que toute autre des pièces pour piano précédentes, Images (1989), un grand cycle d'œuvres pour piano pour un documentaire télévisé consacré à la naissance de la photographie, diffusé sur Channel Four, et des œuvres de chambre pour des effectifs plus importants.
En 1991, le succès de la création de Lento (1990) vaut à Skempton de toucher un plus large public. Au cours des années 1990 et 2000, il commence à composer des œuvres plus longues pour des formations plus importantes. Il s'agit notamment de plusieurs concertos, dont certains pour des instruments rarement utilisés dans la tradition occidentale : la vielle à roue (Concerto pour vielle à roue et percussions (1994)) et l'accordéon (Concerto pour hautbois, accordéon et cordes (1997)). Certaines des œuvres ultérieures explorent une instrumentation non standard : Alveston (2007) est écrit pour quatre trompettes, Horizons (2001) pour hautbois et harpe, Ballade (1997) est une pièce pour quatuor de saxophones et orchestre à cordes.

## Écrits
- (en) Howard Skempton : conversations and reflections on music. Édition d'Esther Cavett et Matthew Head, Boydell & Brewer, 2019 (OCLC 1125345372)

## Discographie

### Monographies
- Lento - Orchestre symphonique de la BBC, dir. Mark Wigglesworth (9 août 1991, NMC) (OCLC 61822577)
- Œuvres pour piano - John Tilbury, piano (4-7 juillet 1994, Sony Classical SMK 89617) (OCLC 698957386)
- Surface tension - Sarah Leonard, soprano ; Howard Skempton, accordéon (1998, Mode) (OCLC 39477175)
- Musique de chambre et chorale : Concerto de chambre, Quintette avec clarinette, Ben Somewhen ; The Bridge of Fire… - Birmingham Contemporary Music Group, Ensemble vocale EXAUDI, dir. James Weeks (2007, NMC 135) (OCLC 181163375)
- Concerto pour piano, The Moon Is Flashing, Eternity's Sunrise - Roderick Williams, baryton ; James Gilchrist, ténor ; Tim Horton, piano ; Ensemble 360 (2017–2019, First Hand Records) (OCLC 1137340716)
- Œuvres pour piano : 24 Préludes & fugues, Nocturnes, Reflections, Images - William Howard, piano (août 2019, Orchid classics ORC100116)

### Récitals
- Notti Stellate a Vagli, Starlight, after - image, Eirenicon 4, Even Tenor - Steffen Schleiermacher, piano (27 mars/7 septembre 2010, MDG 613 1634-2) (OCLC 744318726)
- Rise up, my love (2002) pour chœur à quatre voix - Ars Nova Copenhagen, dir. Paul Hillier (2006–2015, Cantaloupe Music CA21127) (OCLC 988611352)
- Minimalist dream house : Nocturnes* (1995), Postlude° (1978), Images° (1989) - Katia Labèque, piano et Marielle Labèque°, piano (2013, KML Recordings KML 2117) (OCLC 965364316)